# Красний Бор (Калінінський район)
Красний Бор (рос. Красный Бор) — присілок в Калінінському районі Тверської області Російської Федерації.
Населення становить 33 особи. Входить до складу муніципального утворення Кулицьке сільське поселення.

## Історія
Від 2005 року входить до складу муніципального утворення Кулицьке сільське поселення.

## Населення
| 1859 | 1886 | 2002 | 2010 |
| ---- | ---- | ---- | ---- |
| 174  | ↗192 | ↘40  | ↘33  |